# Sophie Wright
Sophie Wright (Norwich, 15 marzo 1999) è una ciclista su strada, mountain biker e ciclocrossista britannica.

## Palmarès

### Strada

#### Altri successi
- 2019 (Bigla Pro Cycling)

Classifica giovani Giro delle Marche in Rosa

### Mountain bike
- 2016

Campionati britannici, Cross country Junior
Hadleigh Park International, Cross country Junior (Hadleigh Park)
- 2018

National Cross Country Series Round 4, Cross country (Kentford)

## Piazzamenti

### Competizioni mondiali
- Campionati del mondo su strada

Bergen 2017 - In linea Junior: 12ª
Innsbruck 2018 - In linea Elite: 41ª
- Campionati del mondo di mountain bike

Nové Město na Moravě 2016 - Cross country Junior: 4ª
Cairns 2017 - Cross country Junior: 8ª

### Competizioni europee
- Campionati europei su strada

Plumelec 2016 - In linea Junior: 3ª
Glasgow 2018 - In linea Elite: 57ª
- Campionati europei di mountain bike

Huskvarna 2016 - Cross country Junior: vincitrice